# 펠렐리우섬
펠렐리우섬(Peleliu Island)은 팔라우의 섬 중 하나이다. 팔라우 제도의 주요 섬 중 하나인 팔라우 주요 제도의 남서부에 위치한다. 북동쪽에 카프섬과 첼바체브 제도를 끼고 옛 수도 코로르섬과 현 수도 바벨다오브섬이 있고, 남서쪽으로는 안가우르섬이 존재한다. 면적은 대략 13km2, 해발은 최대 50m이다. 펠렐리우주에 속해 있으며, 펠렐리우주 주민의 대부분이 이 섬에 거주하고 있으며, 주의 중심이기도 하다. 섬에는 클루클루베드, 옹게우이델, 이멜레촐, 라데미상 4 개의 마을이 있는데, 라데미상 이외는 북부에 집중되어 있어 많은 주민들이 클루클루베드에 거주한다.

## 역사
제2차 세계 대전 태평양 전쟁의 마리아나·팔라우 제도 전역에서 가장 치열한 공방전을 벌였던 펠렐리우 전투가 일어났다. 일본군은 보병 제2, 제15연대가 괴멸당했다. 섬에서 결전을 한 미군의 유해와 전차와 LVT, 영식함상전투기 등의 항공기, 파괴되어 정박 중인 함선과 상륙용 주정, 군인이 가지고 있던 물병, 헬멧 등이 섬 곳곳에 있으며, 현지 민간인 등의 전몰자 묘원이 있다. 오늘 날 섬의 식생은 전투에 의해서 소실된 후 재생된 것이며, 전쟁의 상처를 치유하고 있다.

## 교통
비정기편 선박이나 항공기 외에도, 일주일에 두 번 정도의 선박 정기 편이 운행한다. 비행장은 태평양 전쟁 당시부터 존재했던 일본군이 정비한 페리류 비행장이 이용되고 있다. 항구는 북부에 존재하지만, 수심이 얕아서 소형 배만 기항할 수 있다. 제2차 세계 대전 당시 북쪽에 있던 가도부스섬과 다리로 연결되어 있었지만 전투로 유실되어 현재는 존재하지 않는다.

## 갤러리

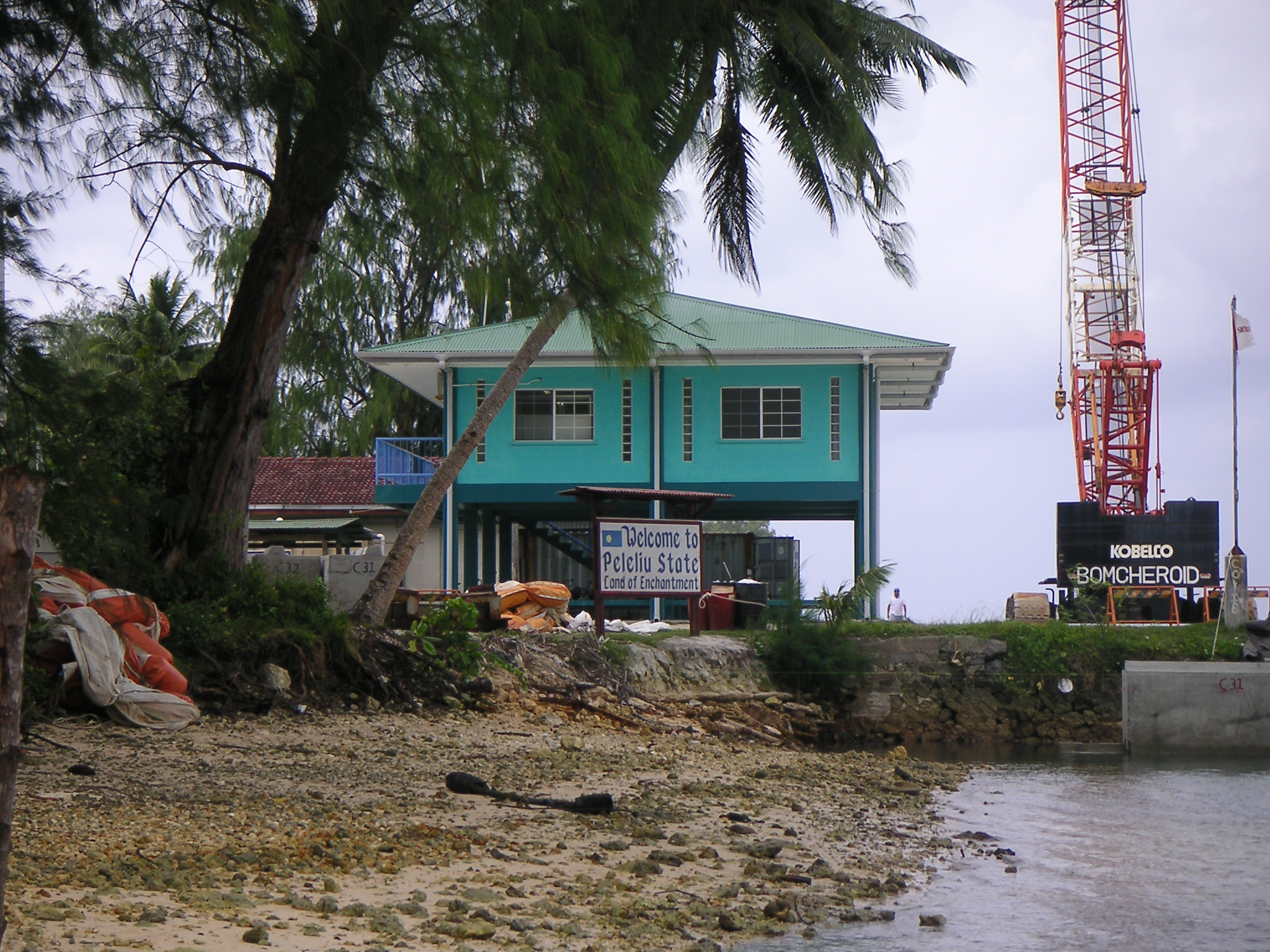
펠렐리우섬 노스 독
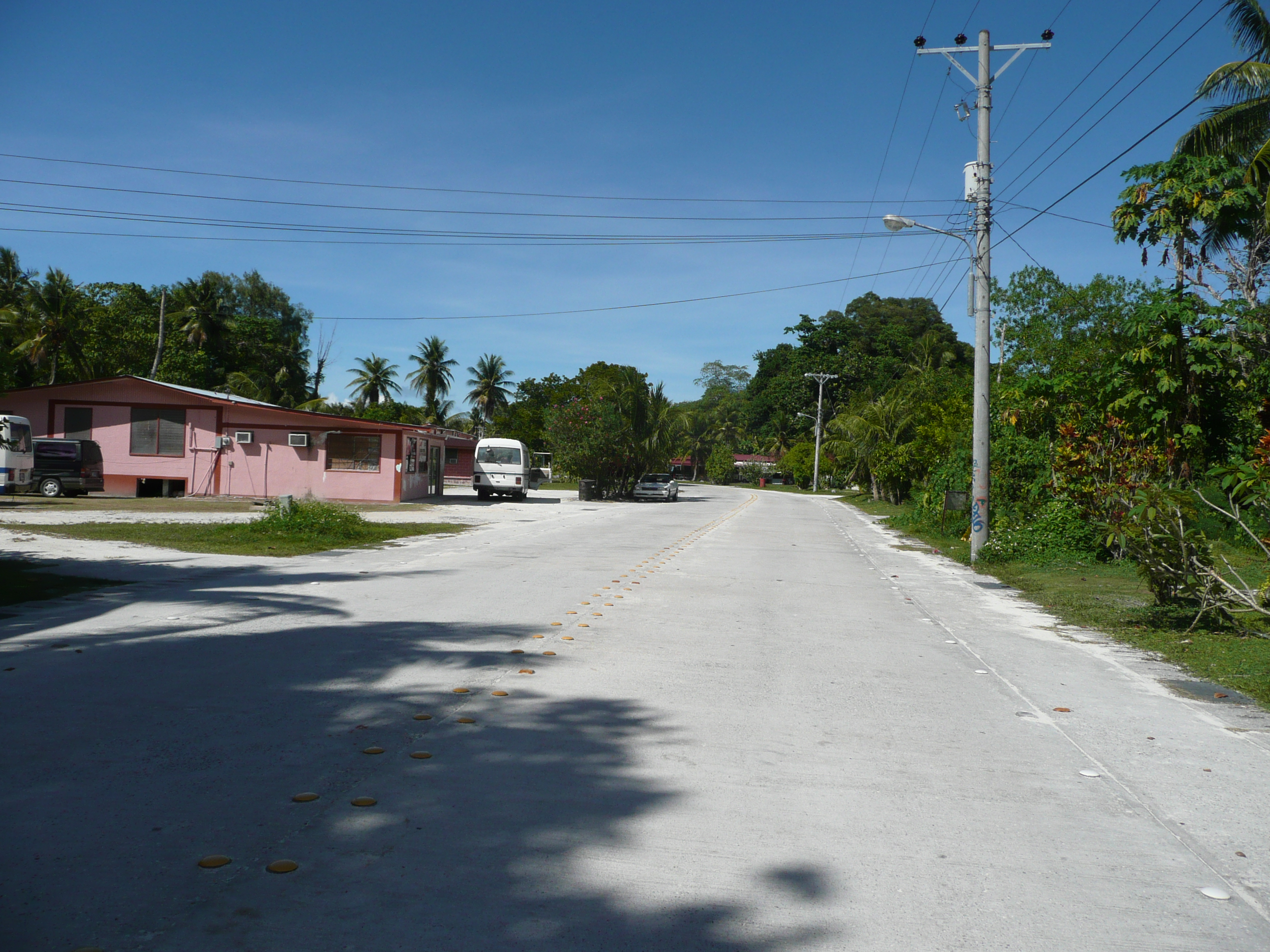
펠렐리우섬의 주요 거리
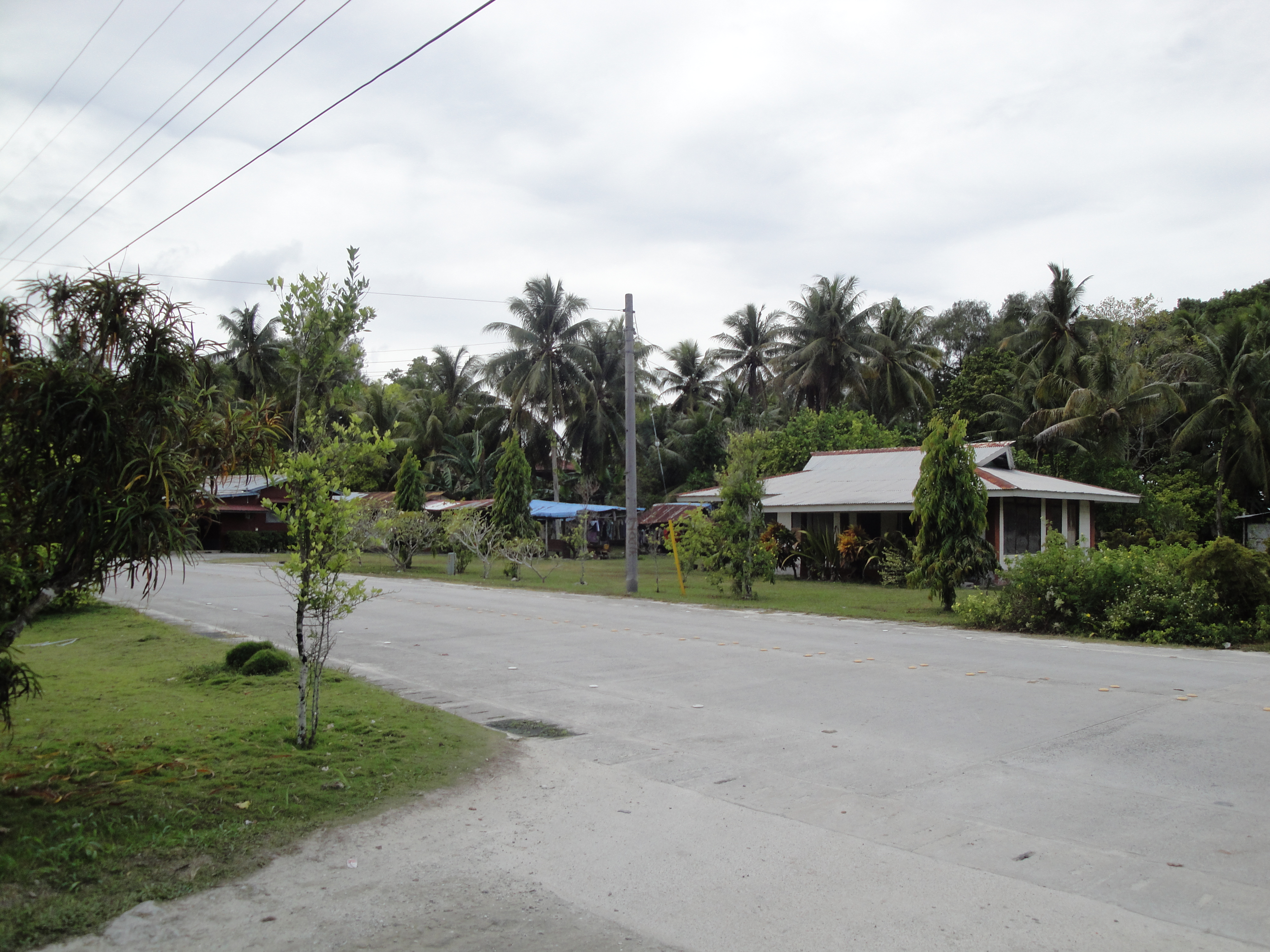
펠렐리우섬의 시가지
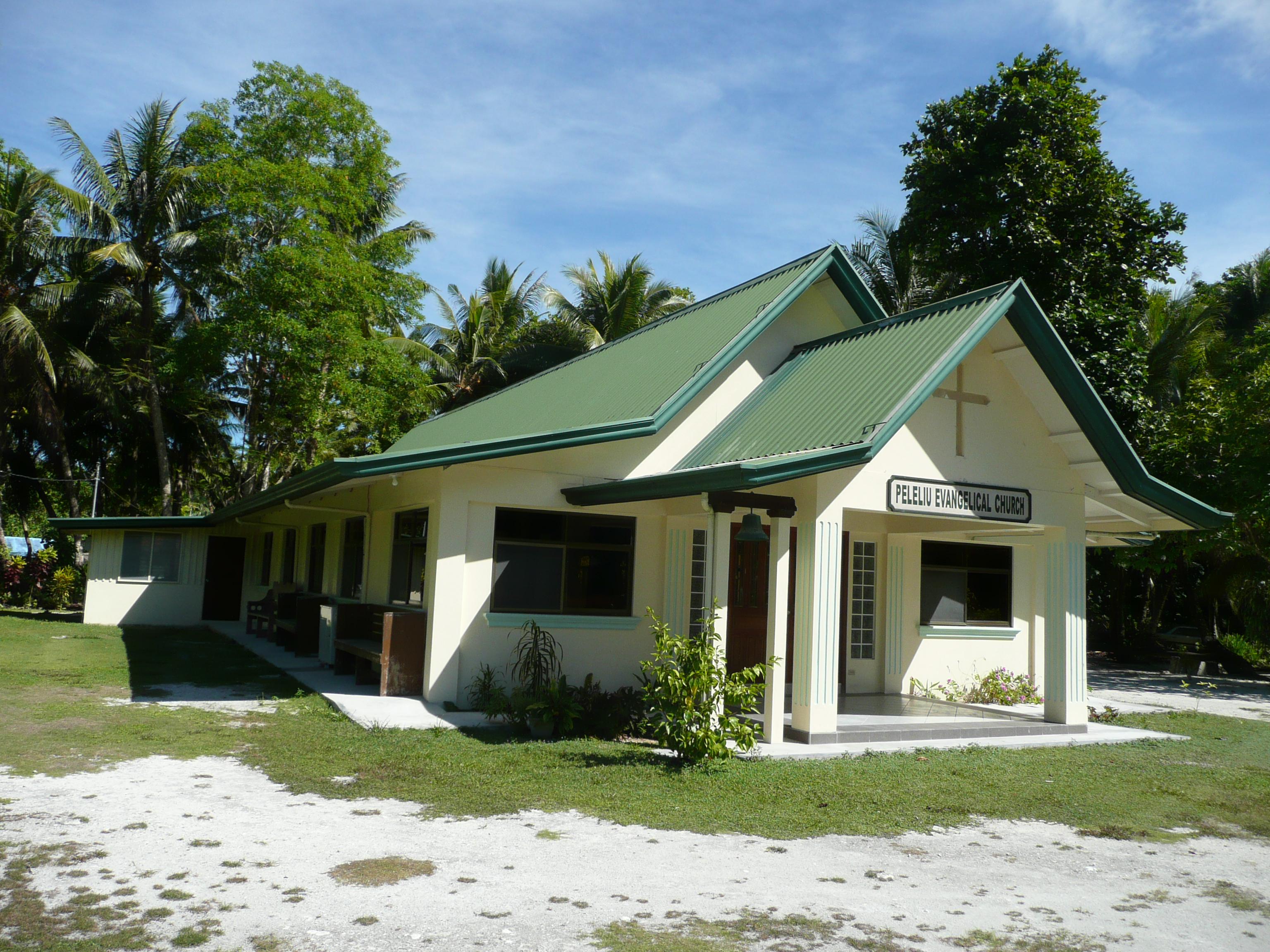
펠렐리우섬의 교회
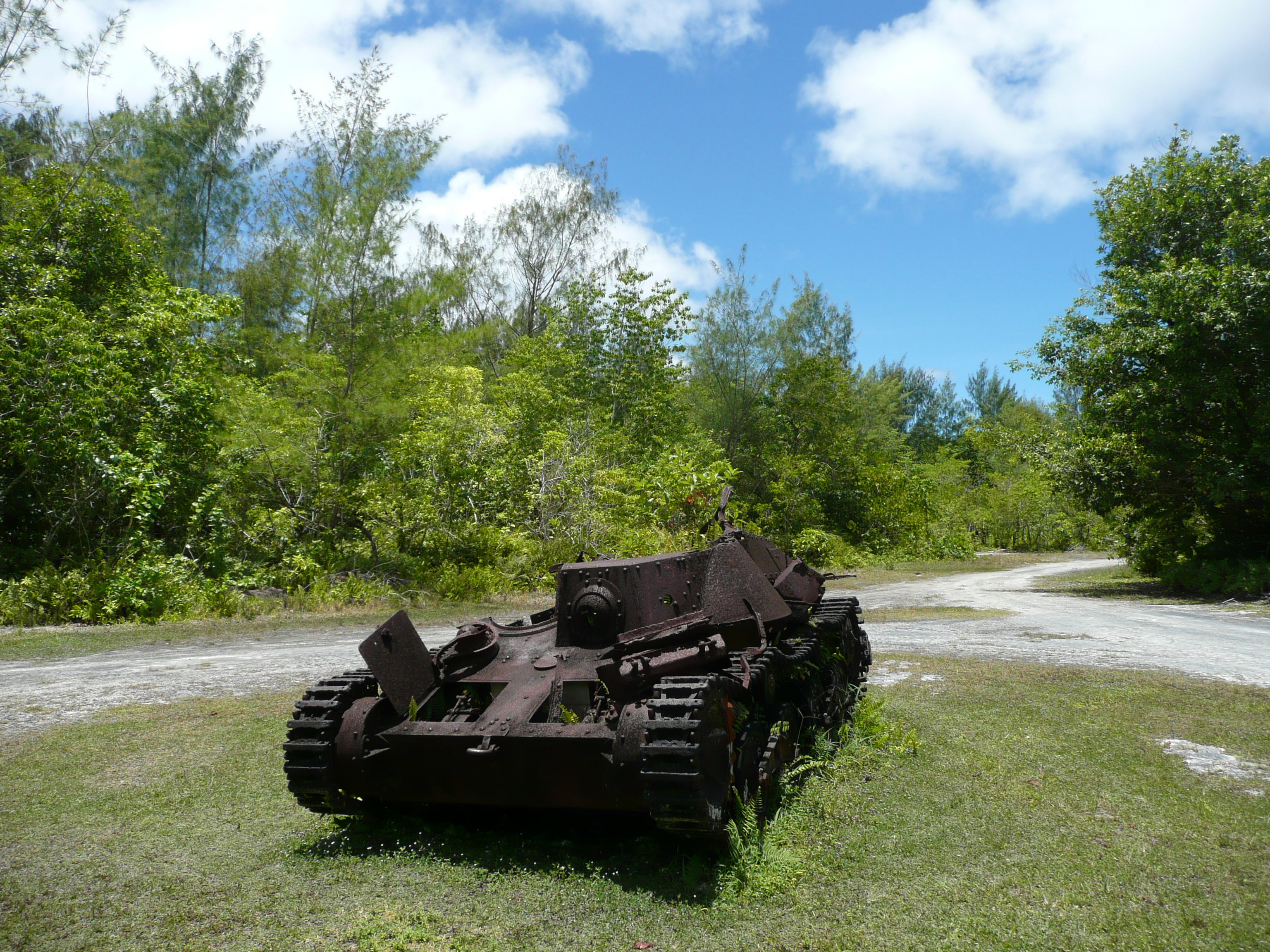
펠렐리우 전투의 유적
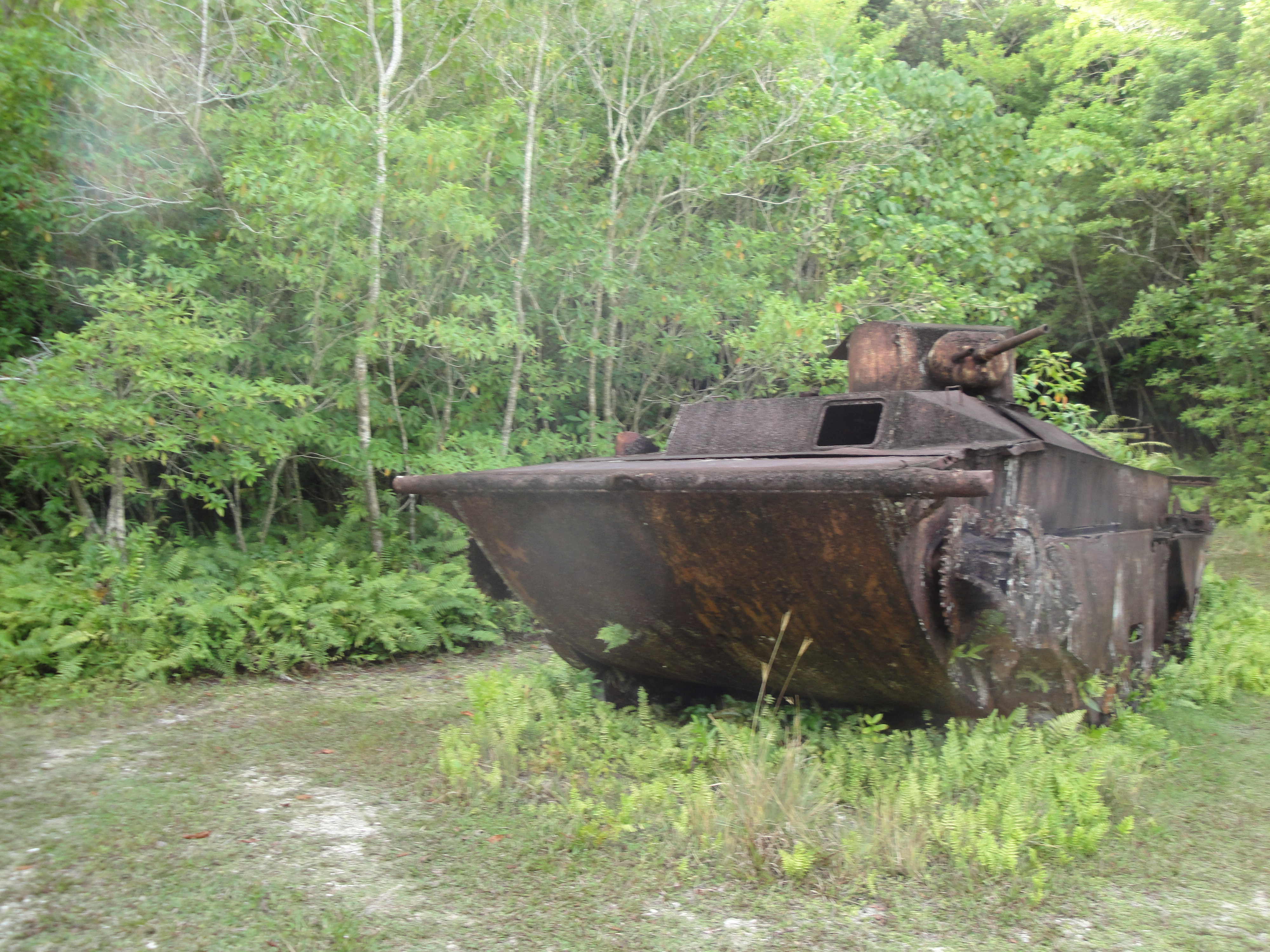
펠렐리우 전투의 미군 전차
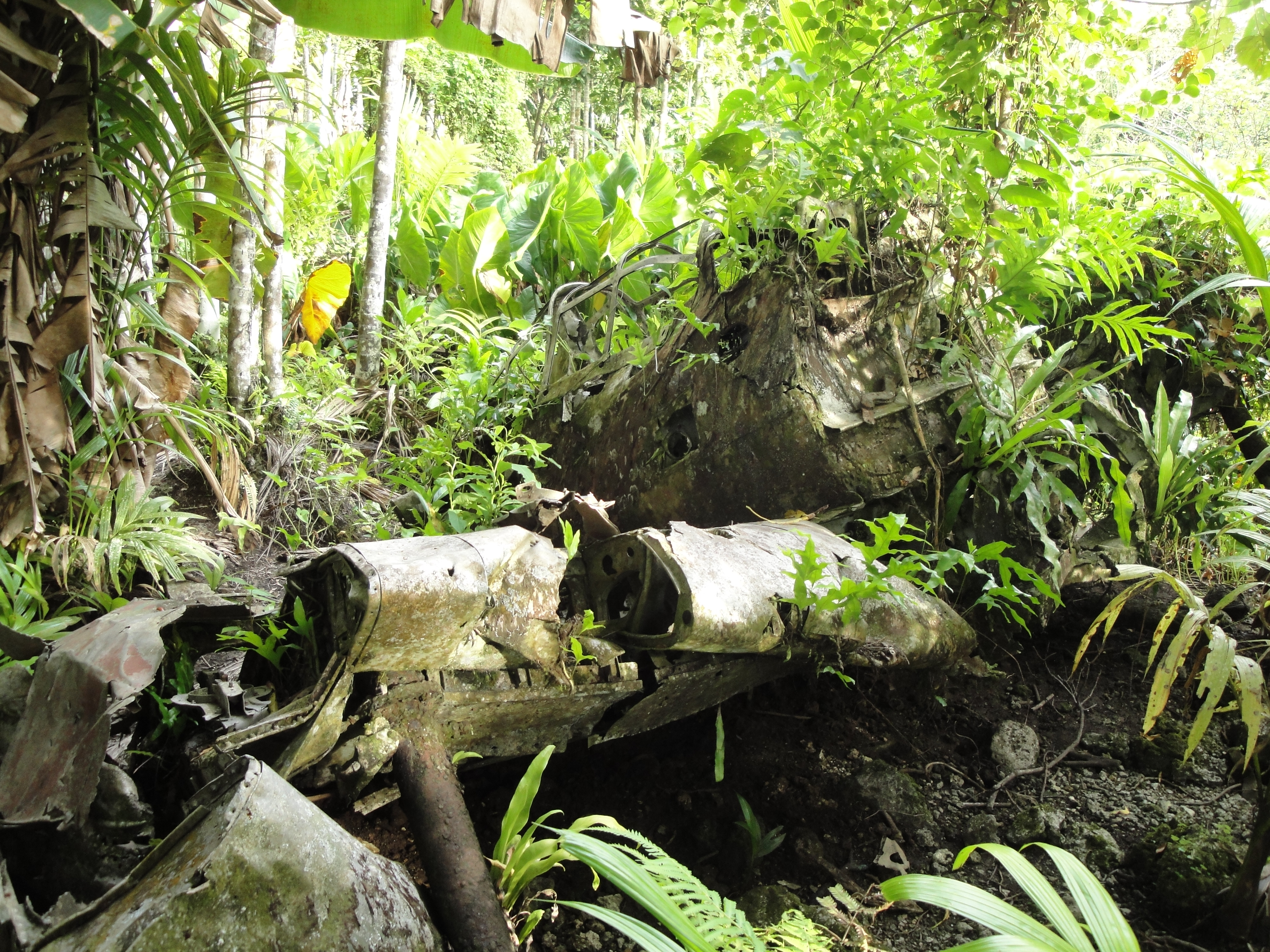
일본군 항공기 잔해
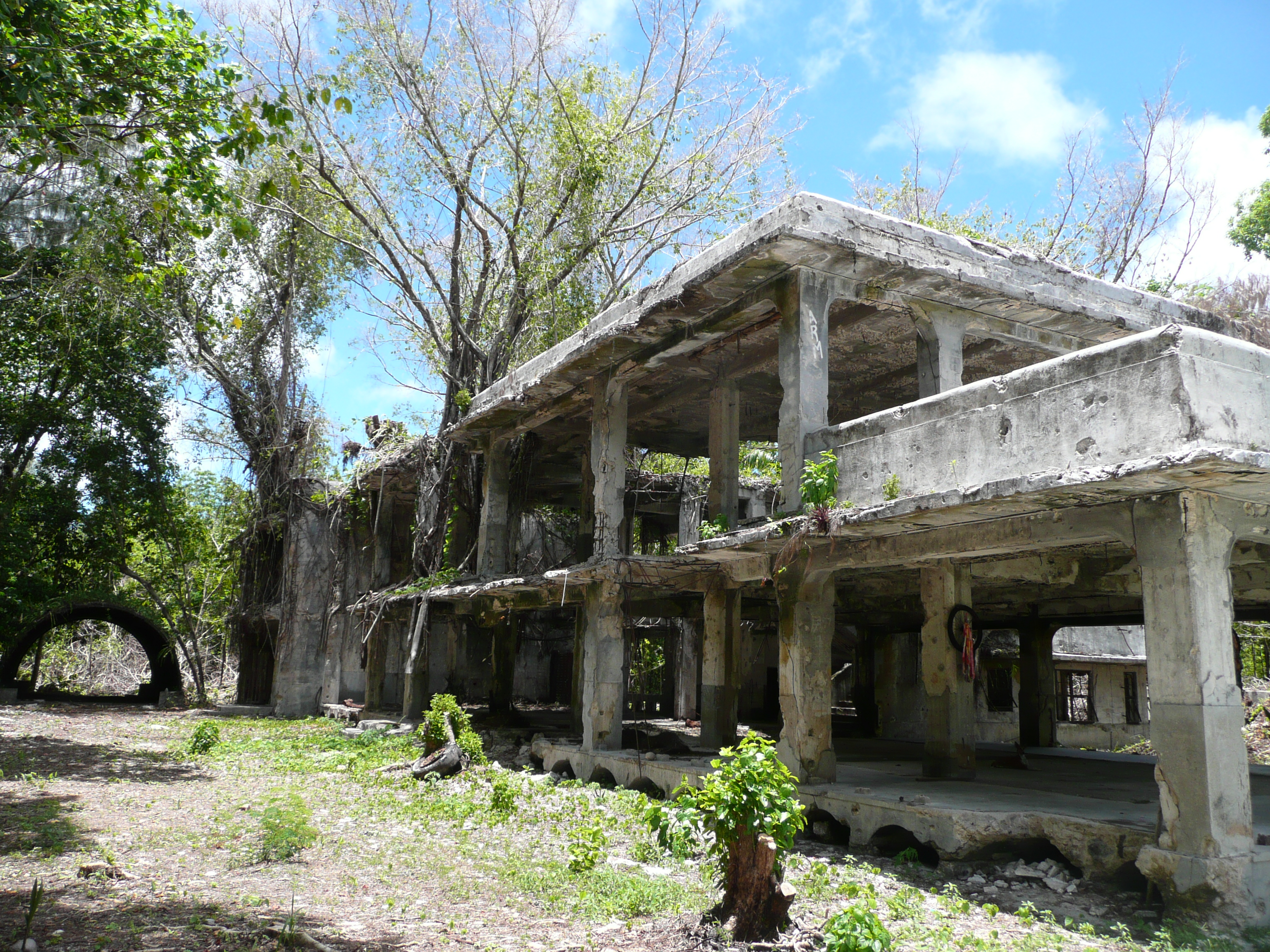
옛 일본군 사령부의 흔적
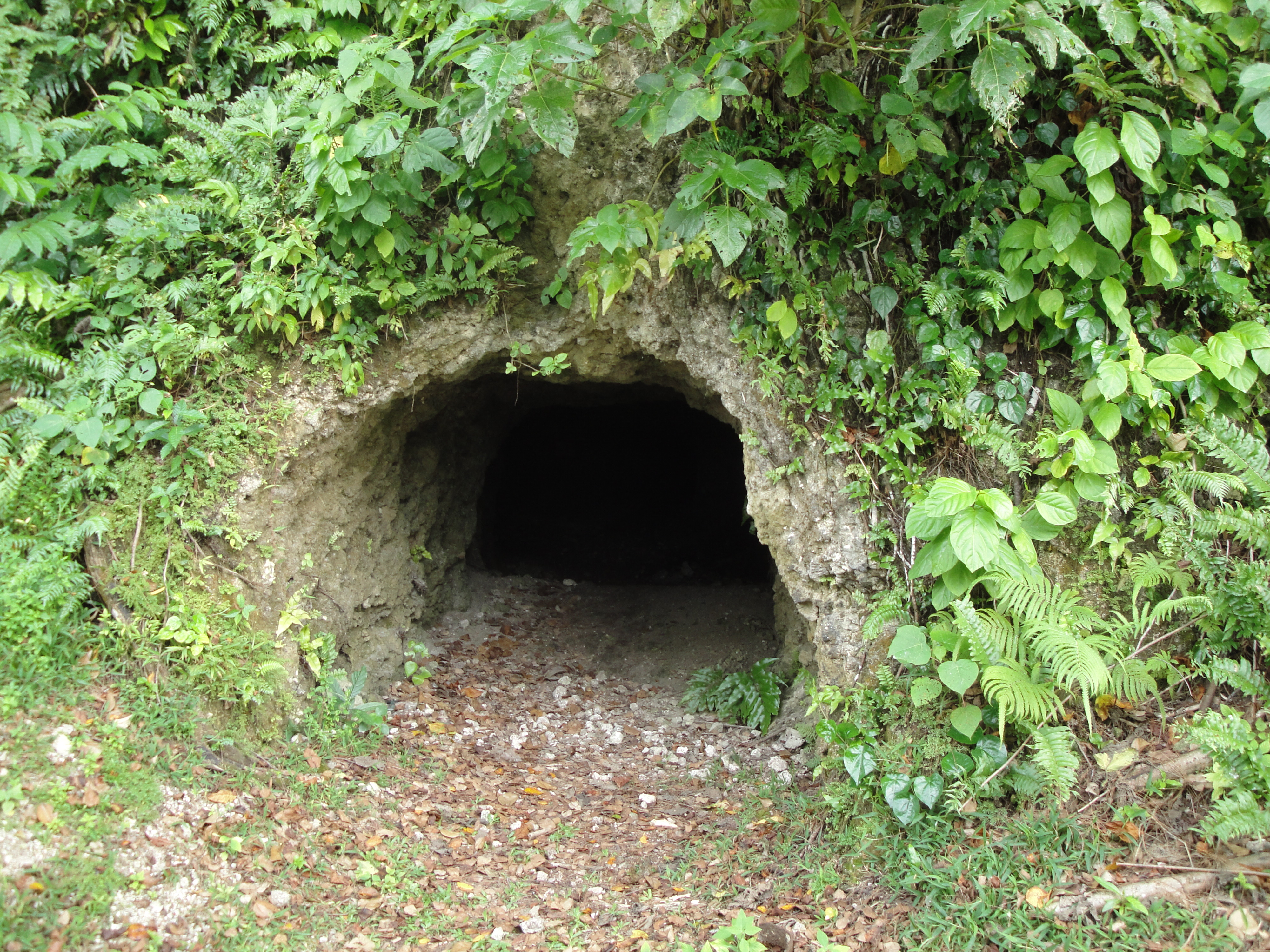
일본군이 저항을 하기 위하 판 동굴

## 같이 보기
- 펠렐리우주